# Жук, Исаак Абрамович
Исаак Абрамович Жук (3 (16) декабря 1902, Полтава — 4 мая 1973, Москва) — советский скрипач. Отец Валентина Жука. Заслуженный артист РСФСР (1951).

## Биография
Согласно воспоминаниям сына, Исаак Жук родился в семье портного. Еврей.
Начал заниматься на скрипке у местного педагога Иоахима Гольдберга (с 1921 года профессора кафедры струнных инструментов Харьковской консерватории), его соучеником был Карл Элиасберг. В 1924 начал учиться в Ленинградской консерватории у Сергея Коргуева, но после эмиграции Коргуева в том же году перешёл в класс его ученика Абрама Ямпольского в Московской консерватории, которую и окончил в 1930 году.
С 1928 играл в оркестре Большого театра, с 1930 концертмейстер. В 1952 перешёл в Государственный симфонический оркестр СССР и являлся концертмейстером-солистом вплоть до 1969 года. В первые два десятилетия карьеры выступал также как солист, первым в СССР исполнил скрипичные концерты Кароля Шимановского и Виссариона Шебалина.
Основу известности Исаака Жука составляет его работа в Квартете имени Большого театра, в котором он бессменно исполнял в 1931—1968 годах партию первой скрипки.
Кавалер ордена «Знак Почёта» (02.06.1937 — за выдающиеся заслуги в деле развития оперного и балетного искусства). Заслуженный артист РСФСР (27.05.1951).
Похоронен на Головинском кладбище.